# Distretto di Khok Charoen
Il distretto di Khok Charoen (in thailandese: โคกเจริญ) è un distretto (amphoe) della Thailandia, situato nella provincia di Lopburi.